# Hugonnai család

A gróf szentgyörgyi Hugonnay család címere.

A szentgyörgyi gróf Hugonnai család egy mára már férfiágon kihalt, a 19. században főnemességet kapott magyar család.

## Története
A család Vas vármegye területéről származott, eredeti neve szentgyörgyi Horváth. Szentgyörgyi Horváth Zsigmond (1735–1808), országgyűlési követ, táblabíró, Békés vármegye főispánja földbirtokos és Fejérváry Anna Mária fia, szentgyörgyi Horváth Zsigmond (1770–1824) aranysarkantyús lovag, földbirtokos, 1810-ben Hugonna községre királyi adománylevelet kapott, és ezzel együtt engedélyt, hogy nevét "Hugonnai"-ra változtathassa. Hugonnai Zsigmond aranysarkantyús lovag, földbirtokos, 1822. június 14-én grófi címet szerzett adományban I. Ferenc magyar királytól. Első feleségétől, gróf sárladányi Schmidegg Máriától fia, gróf Hugonnai Gusztáv, második feleségétől, csáfordi Csillagh Jozefától fia, gróf Hugonnai Kálmán (1809–1875), földbirtokos származik.
Hugonnai Zsigmond gróf első neje gróf Schmidegg Máriának a szülei gróf sárladányi Schmidegg László, ezredese és cs. kir. kamarás, földbirtokos és gróf Niczky Anna voltak. A család őse Schmidegg Frigyes III. Károly magyar királytól magyar grófi címet nyert 1738. február 7-én. Hugonnai Zsigmondné Schmidegg Máriának az anyai nagyszülei niczki gróf Niczky Kristóf (1725–1787) a Szent-István-rend lovagja, tárnokmester, országbíró, királyi személynök, II. József főtanácsadója, földbirtokos és pribéri Jankovich Katalin (1726-1784) voltak. Hugonnai Zsigmond gróf második felesége a zalamegyei nemesi csáfordi Csillagh családnak a sarja, akit jelenleg ismert források szerint nem lehet összekötni a zalai ismert állítólagos rokonaival. Annyi bizonyos, hogy a pesti belvárosi római katolikus anyakönyvek bejegyzései szerint "csáfordi Csillagh Jozefa" volt Hugonnay Zsigmond grófné. 
Hugonnai Zsigmond gróf és csáfordi Csillagh Jozefa fia, Hugonnai Kálmán gróf (1809–1875) földbirtokos, feleségül vette tomesti Pánczély Terézia kisasszonyt, akinek az apja Pántzély Antal, Pest város tanácsosa, aki 1820. június 28-án magyar nemességet, családi címer adományt, és a "tomesti" nemesi előnév adományt szerezte I. Ferenc magyar királytól; eredetileg a "Pfantzell" vezetéknév alatt született és az adományozásakor engedélyt is szerzett a névváltoztatásra úgy, hogy a "Pánczély" nevet vetet fel. Hugonnai Kálmán gróf (1809–1875) földbirtokos, és tomesti Pánczély Terézia frigyéből született: gróf Hugonnai Vilma (1847–1922) az első magyar orvosnő, pilisi és szilasi Szilassy György földbirtokosné, majd dr. Wartha Vincéné. A további gyermekei Hugonnai Kálmán gróf és Pánczely Terézia frigyéből: ifjabb Hugonnai Kálmán (1843–1918), törvényszéki bíró, földbirtokos, Hugonnai Béla (1852–1928) Szatmár vármegye főispánja, a Szent Sír-rend parancsnoka, vönöczki Péntek Gáspárné gróf Hugonnai Irén (1848–1912), gróf Hugonnai Árpád (1843–1918), valamint tomesti Pánczély Károlyné gróf Hugonnai Mária Terézia (1845–1898).
Hugonnai Kálmán gróf kétszer nősült: az első hitvesét tolcsvai Bónis Lujzát, 1871. október 29-én vette el Debrecenben, azonban ebből a frigyéből nem maradt meg utód. A második feleségét Molnár Gy. Éva Viktóriát, Nagykanizsán 1889. augusztus 22-én vette el. A második feleségétől született két fia: gróf Hugonnai Kálmán Győző (1890–1946), dr. jur., gépészmérnök, min. tanácsos, johannita lovag, valamint gróf Hugonnai Viktor Vince (1893–1916), cs. és kir. huszár hadnagy. Hugonnai Viktor grófnem nősült meg; Hugonnai Kálmán gróf elvette báró Feilitzsch Cecilét, azonban csak két leánygyermeke született: Éva és Vilma.
A család férfiágon Hugonnai Kálmán gróf miniszteri tanácsossal 1946-ban, leányágon pedig 1991-ben, Éva lányában, halt ki.

## Nevezetes családtagok
- Hugonnai Béla (1852–1928) Szatmár vármegye főispánja, a Szent Sír-rend parancsnoka
- Hugonnai Vilma (1847–1922) az első magyar orvosnő
- Hugonnai Zsigmond (1770–1824) császári és királyi kamarás, a grófi cím megszerzője, a család alapítója